# Roger Lachèvre
Pour les articles homonymes, voir Lachèvre.
Roger Lachèvre, né le 20 août 1906 et mort le 31 mars 1988, est un homme politique français.

## Détail des fonctions et des mandats
Mandat parlementaire
- 18 mai 1952 - 22 septembre 1968 : Sénateur de Seine-et-Oise